# Plavání na mistrovství světa v plaveckých sportech 2005
Závody v plavání v olympijském 50 m bazénu na mistrovství světa v plaveckých sportech za rok 2005 proběhly v Montréalu, Kanada ve dnech 24. až 31. července 2005.

## Výsledky

### Individuální disciplíny
| Muži                 | Zlato                       | Zlato    | Stříbro                                          | Stříbro  | Bronz                                   | Bronz    |
| -------------------- | --------------------------- | -------- | ------------------------------------------------ | -------- | --------------------------------------- | -------- |
| 50 m volný způsob    | Roland Schoeman (RSA)       | 21,69    | Duje Draganja (CRO)                              | 21,89    | Bartosz Kizierowski (POL)               | 21,94    |
| 100 m volný způsob   | Filippo Magnini (ITA)       | 48,12    | Roland Schoeman (RSA)                            | 48,28    | Ryk Neethling (RSA)                     | 48,34    |
| 200 m volný způsob   | Michael Phelps (USA)        | 1:45,20  | Grant Hackett (AUS)                              | 1:46,14  | Ryk Neethling (RSA)                     | 1:46,63  |
| 400 m volný způsob   | Grant Hackett (AUS)         | 3:42,91  | Jurij Prilukov (RUS)                             | 3:44,44  | Usáma Mellúlí (TUN)                     | 3:46,08  |
| 800 m volný způsob   | Grant Hackett (AUS)         | 7:38,65  | Larsen Jensen (USA)                              | 7:45,63  | Jurij Prilukov (RUS)                    | 7:46,64  |
| 1500 m volný způsob  | Grant Hackett (AUS)         | 14:42,58 | Larsen Jensen (USA)                              | 14:47,58 | David Davies (GBR)                      | 14:48,11 |
| 50 m znak            | Aristidis Grigoriadis (GRE) | 24,95    | Matthew Welsh (AUS)                              | 24,99    | Liam Tancock (GBR)                      | 25,02    |
| 100 m znak           | Aaron Peirsol (USA)         | 53,62    | Randall Bal (USA)                                | 54,02    | László Cseh (HUN)                       | 54,27    |
| 200 m znak           | Aaron Peirsol (USA)         | 1:54,66  | Markus Rogan (AUT)                               | 1:56,63  | Ryan Lochte (USA)                       | 1:57,00  |
| 50 m motýlek         | Roland Schoeman (RSA)       | 22,96    | Ian Crocker (USA)                                | 23,12    | Serhij Breus (UKR)                      | 23,38    |
| 100 m motýlek        | Ian Crocker (USA)           | 50,40    | Michael Phelps (USA)                             | 51,65    | Andrij Serdinov (UKR)                   | 52,08    |
| 200 m motýlek        | Paweł Korzeniowski (POL)    | 1:55,02  | Takeši Macuda (JPN)                              | 1:55,62  | Wu Pcheng (CHN)                         | 1:56,50  |
| 50 m prsa            | Mark Warnecke (GER)         | 27,63    | Mark Gangloff (USA)                              | 27,71    | Kósuke Kitadžima (JPN)                  | 27,78    |
| 100 m prsa           | Brendan Hansen (USA)        | 59,37    | Kósuke Kitadžima (JPN)                           | 59,53    | Hugues Duboscq (FRA)                    | 1:00,20  |
| 200 m prsa           | Brendan Hansen (USA)        | 2:09,85  | Michael Brown (CAN)                              | 2:11,22  | Genki Imamura (JPN)                     | 2:11,54  |
| 200 m polohový závod | Michael Phelps (USA)        | 1:56,68  | László Cseh (HUN)                                | 1:57,61  | Ryan Lochte (USA)                       | 1:57,79  |
| 400 m polohový závod | László Cseh (HUN)           | 4:09,63  | Luca Marin (ITA)                                 | 4:11,67  | Usáma Mellúlí (TUN)                     | 4:13,47  |
| Ženy                 | Zlato                       | Zlato    | Stříbro                                          | Stříbro  | Bronz                                   | Bronz    |
| 50 m volný způsob    | Lisbeth Lentonová (AUS)     | 24,59    | Marleen Veldhuisová (NED)                        | 24,83    | Ču Jing-wen (CHN)                       | 24,91    |
| 100 m volný způsob   | Jodie Henryová (AUS)        | 54,18    | Malia Metellaová (FRA) Natalie Coughlinová (USA) | 57,74    | —                                       | —        |
| 200 m volný způsob   | Solenne Figuèsová (FRA)     | 1:58,60  | Federica Pellegriniová (ITA)                     | 1:58,73  | Jang Jü (CHN) Josefin Lillhageová (SWE) | 1:59,08  |
| 400 m volný způsob   | Laure Manaudouová (FRA)     | 4:06,44  | Ai Šibataová (JPN)                               | 4:06,74  | Caitlin McClatcheyová (GBR)             | 4:07,25  |
| 800 m volný způsob   | Kate Zieglerová (USA)       | 8:25,31  | Brittany Reimerová (CAN)                         | 8:27,59  | Ai Šibataová (JPN)                      | 8:27,86  |
| 1500 m volný způsob  | Kate Zieglerová (USA)       | 16:00,41 | Flavia Rigamontiová (SUI)                        | 16:04,34 | Brittany Reimerová (CAN)                | 16:07,73 |
| 50 m znak            | Giaan Rooneyová (AUS)       | 28,63    | Kao Čchang (CHN)                                 | 28,69    | Antje Buschschulteová (GER)             | 28,72    |
| 100 m znak           | Kirsty Coventryová (ZIM)    | 1:00,24  | Antje Buschschulteová (GER)                      | 1:00,84  | Natalie Coughlinová (USA)               | 1:00,88  |
| 200 m znak           | Kirsty Coventryová (ZIM)    | 2:08,52  | Margaret Hoelzerová (USA)                        | 2:09,94  | Reiko Nakamuraová (JPN)                 | 2:10,41  |
| 50 m motýlek         | Danni Miatkeová (AUS)       | 26,11    | Anna-Karin Kammerlingová (SWE)                   | 26,36    | Therese Alshammarová (SWE)              | 26,39    |
| 100 m motýlek        | Jessicah Schipperová (AUS)  | 57,23    | Lisbeth Lentonová (AUS)                          | 57,37    | Otylia Jędrzejczaková (POL)             | 58,57    |
| 200 m motýlek        | Otylia Jędrzejczaková (POL) | 2:05,61  | Jessicah Schipperová (AUS)                       | 2:05,65  | Juko Nakanišiová (JPN)                  | 2:09,40  |
| 50 m prsa            | Jade Edmistoneová (AUS)     | 30,45    | Jessica Hardyová (USA)                           | 30,85    | Brooke Hansonová (AUS)                  | 30,89    |
| 100 m prsa           | Leisel Jonesová (AUS)       | 1:06,25  | Jessica Hardyová (USA)                           | 1:06,62  | Tara Kirková (USA)                      | 1:07,43  |
| 200 m prsa           | Leisel Jonesová (AUS)       | 2:21,72  | Anne Poleská (GER)                               | 2:25,84  | Mirna Jukićová (AUT)                    | 2:27,11  |
| 200 m polohový závod | Katherine Hoffová (USA)     | 2:10,41  | Kirsty Coventryová (ZIM)                         | 2:11,13  | Lara Carrollová (AUS)                   | 2:13,32  |
| 400 m polohový závod | Katherine Hoffová (USA)     | 4:36,07  | Kirsty Coventryová (ZIM)                         | 4:39,72  | Kaitlin Sandenová (USA)                 | 4:40,85  |

### Štafety
| Muži                   | Zlato | Zlato   | Stříbro | Stříbro | Bronz | Bronz   |
| ---------------------- | --- | ------- | --- | ------- | --- | ------- |
| 4×100 m volný způsob   | USA (USA) (Michael Phelps, Neil Walker, Nate Dusing, Jason Lezak, (r)Benjamin Wildman-Tobriner, (r)Garrett Weber-Gale)                                                            | 3:13,77 | Kanada (CAN) (Yannick Lupien, Richard Say, Michael Mintenko, Brent Hayden)                                                                                        | 3:16,44 | Austrálie (AUS) (Michael Klim, Andrew Mewing, Leith Brodie, Patrick Murphy)                                                    | 3:17,56 |
| 4×200 m volný způsob   | USA (USA) (Michael Phelps, Ryan Lochte, Peter Vanderkaay, Klete Keller, (r)Jayme Cramer, (r)Matthew McGinnis)                                                                     | 7:06,58 | Kanada (CAN) (Brent Hayden, Colin Russell, Richard Say, Andrew Hurd)                                                                                              | 7:09,73 | Austrálie (AUS) (Nicholas Sprenger, Patrick Murphy, Andrew Mewing, Grant Hackett, (r)Brendon Hughes, (r)Adam Lucas)            | 7:10,59 |
| 4×100 m polohový závod | USA (USA) (Aaron Peirsol, Brendan Hansen, Ian Crocker, Jason Lezak, (r)Randall Bal, (r)Mark Gangloff, (r)Michael Phelps, (r)Neil Walker)                                          | 3:31,85 | Rusko (RUS) (Arkadij Vjatčanin, Dmitrij Komornikov, Igor Marčenko, Andrej Kapralov, (r)Grigorij Falko, (r)Jevgenij Korotyškin, (r)Jevgenij Lagunov)               | 3:35,08 | Japonsko (JPN) (Tomomi Morita, Kósuke Kitadžima, Rjó Takajasu, Daisuke Hosokawa)                                               | 3:35,40 |
| Ženy                   | Zlato | Zlato   | Stříbro | Stříbro | Bronz | Bronz   |
| 4×100 m volný způsob   | Austrálie (AUS) (Alice Millsová, Jodie Henryová, Shayne Reeseová, Lisbeth Lentonová, (r)Sophie Edingtonová)                                                                       | 3:37,32 | Německo (GER) (Petra Dallmannová, Antje Buschschulteová, Annika Lurzová, Daniela Götzová, (r)Meike Freitagová)                                                    | 3:38,24 | USA (USA) (Natalie Coughlinová, Kara-Lynn Joyceová, Lacey Nymeyerová, Amanda Weirová, (r)Emily Silverová, (r)Mary DeScenzaová) | 3:38,31 |
| 4×200 m volný způsob   | USA (USA) (Natalie Coughlinová, Katherine Hoffová, Whitney Myersová, Kaitlin Sandenová, (r)Mary DeScenzaová, (r)Caroline Burckleová, (r)Rachel Komisarzová)                       | 7:53,70 | Austrálie (AUS) (Lisbeth Lentonová, Shayne Reeseová, Bronte Barrattová, Linda MacKenzieová, (r)Melissa Mitchellová, (r)Lara Davenportová)                         | 7:54,06 | Čína (CHN) (Ču Jing-wen, Pchang Ťia-jing, Čou Ja-fej, Jang Jü, (r)Tchang Ťing-č')                                              | 7:57,29 |
| 4×100 m polohový závod | Austrálie (AUS) (Sophie Edingtonová, Leisel Jonesová, Jessicah Schipperová, Lisbeth Lentonová, (r)Giaan Rooneyová, (r)Brooke Hansonová, (r)Felicity Galvezová, (r)Jodie Henryová) | 3:57,47 | USA (USA) (Natalie Coughlinová, Jessica Hardyová, Rachel Komisarzová, Amanda Weirová, (r)Jeri Mossová, (r)Tara Kirková, (r)Mary DeScenzaová, (r)Lacey Nymeyerová) | 3:59,92 | Německo (GER) (Antje Buschschulteová, Sarah Poeweová, Annika Mehlhornová, Daniela Götzová)                                     | 4:02,51 |

## Medailová bilance
V plavání se rozdělilo celkem 40 sad medailí.
| Pořadí | Stát                     |       | Muži    | Muži  | Muži  |         | Ženy  | Ženy  | Ženy    |       | Muži + Ženy | Muži + Ženy | Muži + Ženy | Celkem |
| Pořadí | Stát                     | Zlato | Stříbro | Bronz | Zlato | Stříbro | Bronz | Zlato | Stříbro | Bronz |             |             |             | Celkem |
| ------ | ------------------------ | ----- | ------- | ----- | ----- | ------- | ----- | ----- | ------- | ----- | ----------- | ----------- | ----------- | ------ |
| 1.     | USA (USA)                |       | 10      | 6     | 2     |         | 5     | 5     | 4       |       | 15          | 11          | 6           | 32     |
| 2.     | Austrálie (AUS)          |       | 3       | 2     | 2     |         | 10    | 3     | 2       |       | 13          | 5           | 4           | 22     |
| 3.     | Zimbabwe (ZIM)           |       | 0       | 0     | 0     |         | 2     | 2     | 0       |       | 2           | 2           | 0           | 4      |
| 4.     | Jižní Afrika (RSA)       |       | 2       | 1     | 2     |         | 0     | 0     | 0       |       | 2           | 1           | 2           | 5      |
| 5.     | Francie (FRA)            |       | 0       | 0     | 1     |         | 2     | 1     | 0       |       | 2           | 1           | 1           | 4      |
| 6.     | Polsko (POL)             |       | 1       | 0     | 1     |         | 1     | 0     | 1       |       | 2           | 0           | 2           | 4      |
| 7.     | Německo (GER)            |       | 1       | 0     | 0     |         | 0     | 3     | 2       |       | 1           | 3           | 2           | 6      |
| 8.     | Itálie (ITA)             |       | 1       | 1     | 0     |         | 0     | 1     | 0       |       | 1           | 2           | 0           | 3      |
| 9.     | Maďarsko (HUN)           |       | 1       | 1     | 1     |         | 0     | 0     | 0       |       | 1           | 1           | 1           | 3      |
| 10.    | Řecko (GRE)              |       | 1       | 0     | 0     |         | 0     | 0     | 0       |       | 1           | 0           | 0           | 1      |
| 11.    | Kanada (CAN)             |       | 0       | 3     | 0     |         | 0     | 1     | 1       |       | 0           | 4           | 1           | 5      |
| 12.    | Japonsko (JPN)           |       | 0       | 2     | 3     |         | 0     | 1     | 3       |       | 0           | 3           | 6           | 9      |
| 13.    | Rusko (RUS)              |       | 0       | 2     | 1     |         | 0     | 0     | 0       |       | 0           | 2           | 1           | 3      |
| 14.    | Čína (CHN)               |       | 0       | 0     | 1     |         | 0     | 1     | 3       |       | 0           | 1           | 4           | 5      |
| 15.    | Švédsko (SWE)            |       | 0       | 0     | 0     |         | 0     | 1     | 2       |       | 0           | 1           | 2           | 3      |
| 16.    | Rakousko (AUT)           |       | 0       | 1     | 0     |         | 0     | 0     | 1       |       | 0           | 1           | 1           | 2      |
| 17.    | Chorvatsko (CRO)         |       | 0       | 1     | 0     |         | 0     | 0     | 0       |       | 0           | 1           | 0           | 1      |
| 17.    | Švýcarsko (SUI)          |       | 0       | 0     | 0     |         | 0     | 1     | 0       |       | 0           | 1           | 0           | 1      |
| 17.    | Nizozemsko (NED)         |       | 0       | 0     | 0     |         | 0     | 1     | 0       |       | 0           | 1           | 0           | 1      |
| 20.    | Spojené království (GBR) |       | 0       | 0     | 2     |         | 0     | 0     | 1       |       | 0           | 0           | 3           | 3      |
| 21.    | Tunisko (TUN)            |       | 0       | 0     | 2     |         | 0     | 0     | 0       |       | 0           | 0           | 2           | 2      |
| 21.    | Ukrajina (UKR)           |       | 0       | 0     | 2     |         | 0     | 0     | 0       |       | 0           | 0           | 2           | 2      |
| Celkem | Celkem                   |       | 20      | 20    | 20    |         | 20    | 21    | 20      |       | 40          | 41          | 40          | 121    |